# Melicytus alpinus
Melicytus alpinus är en tvåhjärtbladig växtart som först beskrevs av Thomas Kirk, och fick sitt nu gällande namn av P.J. Garnock-jones. Melicytus alpinus ingår i släktet Melicytus och familjen Achariaceae. Inga underarter finns listade i Catalogue of Life.